# David Whitworth
Malcolm David Whitworth (1904 - Spa, 3 juli 1950) was een Brits motorcoureur.

## Carrière
David Whitworth debuteerde in de Senior Race van de Manx Grand Prix van 1935 met een Vincent-HRD. In 1936 reed hij de Lightweight Race met een 250cc-Cotton. Geen enkele keer haalde hij de finish, maar hij promoveerde toch naar de meer internationale en professionele TT van Man, waar hij in 1937 en in 1938 eveneens met zijn Cotton startte maar de finish niet bereikte. In dat jaar was hij met de 350cc-Velocette KTT wel succesvol. Hij werd zesde in de Junior TT. In de 500cc-race van de Ulster Grand Prix werd hij derde achter Jock West en Ginger Wood. In 1939 werd hij vijfde in de Junior TT en twaalfde in de 500cc-Senior TT, waarin hij voor het eerst aan de start kwam. 
Met dergelijke resultaten was Whitworth klaar om de oversteek van Het Kanaal te maken en op het Europese vasteland te starten in internationale races en in het Europees kampioenschap. Door het uitbreken van de Tweede Wereldoorlog ging die wens (nog) niet in vervulling. 

### Wereldkampioenschap wegrace
In de eerste jaren na de oorlog kon er nog niet of nauwelijks geracet worden, vooral door het gebrek aan benzine en rubber voor de banden. Zelfs toen in 1947 de TT van Man weer werd opgestart, ontstonden er problemen door de warmteontwikkeling van de banden van synthetisch rubber en moest de compressieverhouding verlaagd worden door de lage klopvastheid van de benzine. In dat jaar maakte David Whitworth deel uit van het fabrieksteam van Velocette. Achter zijn teamgenoot Bob Foster werd hij tweede in de Junior TT.  In 1949 werd voor het eerst het wereldkampioenschap wegrace verreden. David Whitworth startte op privébasis met de Velocette KTT Mk VIII in de 350cc-klasse en met een Triumph in de 500cc-klasse. Hij werd vierde in de 350cc-TT van Assen en in de 35cc-Grand Prix van België en eindigde als zesde in het wereldkampioenschap 350 cc. Hij won de Grand Prix van Frankrijk op het circuit van Saint-Gaudens, die niet meetelde voor het wereldkampioenschap. 

## Overlijden
In het seizoen 1950 nam David Whitworth opnieuw deel aan het wereldkampioenschap. Hij werd in de 500cc-klasse ingezet als fabrieksrijder voor Triumph. De eerste resultaten waren teleurstellend: elfde in de Junior TT en negentiende in de Senior TT. In de tiende ronde van de 350cc-race van de GP van België vocht hij echter met Harold Daniell, Ted Frend en Charlie Salt om de vijfde plaats, toen hij en Salt elkaar raakten en crashten. Salt kon verder rijden en werd zelfs nog vijfde, maar David Whitworth werd overgebracht naar het ziekenhuis waar een schedelfractuur werd geconstateerd. Een dag later, op 3 juli 1950, overleed hij aan zijn verwondingen. 
David Whitworth had aangegeven dat hij begraven wilde worden dicht bij de plaats van een eventueel ongeval en werd bijgezet op het kerkhof van Spa. 

## Wereldkampioenschap wegrace resultaten
| Jaar | Klasse | Team    | Motorfiets            | 1      | 2       | 3       | 4       | 5     | 6     | Punten | Plaats |
| ---- | ------ | ------- | --------------------- | ------ | ------- | ------- | ------- | ----- | ----- | ------ | ------ |
| 1949 | 350 cc | Privé   | Velocette KTT Mk VIII | IOM 31 | ZWI -   | NED 4   | BEL 4   | ULS - |       | 12     | 6e     |
| 1949 | 500 cc | Privé   | Triumph GP 500        | IOM -  | ZWI -   | NED DNF | BEL DNF | ULS - | NAT - | 0      | -      |
| 1950 | 350 cc | Privé   | Velocette KTT Mk VIII | IOM 11 | BEL (†) | NED -   | ZWI -   | ULS - | NAT - | 0      | -      |
| 1950 | 500 cc | Triumph | Triumph T 100 GP      | IOM 19 | BEL -   | NED -   | ZWI -   | ULS - | NAT - | 0      | -      |

## Isle of Man TT resultaten
| Jaar | Klasse         | Team      | Motorfiets            | Plaats | Punten |
| ---- | -------------- | --------- | --------------------- | ------ | ------ |
| 1937 | Lightweight TT | Privé     | Cotton                | DNF    | NVT    |
| 1938 | Lightweight TT | Privé     | Cotton                | DNF    | NVT    |
| 1938 | Junior TT      | Privé     | Cotton                | 6      | NVT    |
| 1939 | Senior TT      | Privé     | Velocette             | 12     | NVT    |
| 1939 | Junior TT      | Privé     | Velocette             | 5      | NVT    |
| 1947 | Senior TT      | Privé     | Norton                | DNF    | NVT    |
| 1947 | Junior TT      | Velocette | Velocette KTT Mk VIII | 2      | NVT    |
| 1949 | Junior TT      | Privé     | Velocette KTT Mk VIII | 31     | 0      |
| 1950 | Senior TT      | Triumph   | T100GP                | 10     | 0      |
| 1950 | Junior TT      | Privé     | Velocette KTT Mk VIII | 11     | 0      |